# Medialuna ancietae
Medialuna ancietae es una especie de chopa originaria de la costa del Pacífico de América del Sur, donde habita en bosques de algas de gran extensión. Se le conoce localmente como acha, hacha, mero del sur o chino.

## Descripción
Las chopas son peces de tamaño mediano con cabezas pequeñas, hocicos romos y cuerpos comprimidos lateralmente. La boca pequeña contiene una fila de dientes cortos con puntas en forma de palo de hockey. La aleta dorsal es continua y tiene de 11 a 14 espinas, que se pueden plegar en un surco, y de 11 a 13 radios blandos. La aleta anal tiene tres espinas y de 11 a 13 radios blandos. El cuerpo está revestido de pequeñas escamas que son gruesas y se sienten ásperas. El color es principalmente monótono, siendo el vientre más pálido que las partes superiores. M. ancietae puede crecer hasta un peso máximo de 15 kg (33 lb) .

## Distribución y hábitat
M. ancietae es nativa del Océano Pacífico suroriental subtropical, donde se encuentra en las costas de Perú y Chile. Su hábitat son los bosques de algas gigantes que bordean la costa rocosa de manera submareal. Las especies dominantes de algas a lo largo de esta costa son Lessonia trabeculata en el área submareal y Lessonia nigrescens en el área intermareal; estas pueden crecer hasta una longitud de 2,5 m (8 pies) y proporciona un entorno denso.

## Usos
Medialuna ancietae es apreciada como pez deportivo y es objeto de pesca submarina tanto recreativa como artesanal. Históricamente, junto con Graus nigra y el pejeperro chileno (Semicossyphus darwini), M. ancietae constituyó más del 98% de los peces capturados con arpón. Sin embargo, la pesca no reglamentada ha reducido la cantidad de estos peces hasta tal punto que, en 2015, rara vez se veía M. ancietae; la estructura comunitaria del bosque de algas se ha visto afectada por esta reducción de las poblaciones de peces carnívoros.